# Швиденко Денис Дмитрович
Денис Дмитрович Швиденко (нар. 22 квітня 2002, с. Червона Слобода, Черкаська область, Україна) — український футболіст, правий захисник.

## Життєпис
Народився в селі Червона Слобода Черкаської області. Футболом розпочав займатися в черкаській СДЮСШОР, за яку виступав у юнацькому чемпіонаті Черкаської області та ДЮФЛУ. Окрім черкаської СДЮСШОР, у ДЮФЛУ також виступав за «Динамо» (Київ), «Дніпро-80» (Черкаси), СДЮСШОР (Ужгород) та «Дніпро».
Дорослу футбольну кар'єру розпочав 2018 року в команді рідного села «Червона Слобода», яка виступала в чемпіонаті Черкаської області. З 2019 по 2020 рік виступав за юнацьку команду «Дніпра-1». У середині липня 2021 року відправився в оренду до «Нікополя». У футболці «городян» дебютував 18 серпня 2021 року в переможному (2:0) домашньому поєдинку 2-го попереднього раунду кубку України проти херсонського «Кристалу». Швиденко вийшов на поле в стартовому складі та відіграв увесь матч, а на 46-й хвилині отримав жовту картку. У Другій лізі України дебютував 31 липня 2021 року в програному (0:3) виїзному поєдинку 2-го туру групи «Б» проти запорізького «Металурга». Денис вийшов на поле в стартовому складі, а на 56-й хвилині його замінив Максим Тяпкін. У першій половині сезону 2021/22 років провів 7 поєдинків у Другій лізі України та 2 поєдинки у кубку України. Наприкінці грудня 2021 року повернувся до «Дніпра-1», але за дніпровську команду більше не грав.
На початку вересня 2022 року вільним агентом перейшов до «Васта». У футболці миколаївського клубу дебютував 5 вересня 2022 року в переможному (5:0) домашньому поєдинку 1-го туру Другої ліги України проти кременчуцького «Кременя-2». Швиденко вийшов на поле в стартовому складі та відіграв увесь матч.